# Acanthoscurria insubtilis
Acanthoscurria insubtilis là một loài nhện trong họ Theraphosidae.
Loài này thuộc chi Acanthoscurria. Acanthoscurria insubtilis được Eugène Simon miêu tả năm 1892.